# 網掛トンネル
網掛トンネル（あみかけトンネル）は、中央自動車道の飯田山本IC - 園原IC間にあるトンネル。延長は上下線共に1943m。
1975年の開通当初は、この次の恵那山トンネル同様、一期（現在の下り線）トンネルにおいて対面通行で供用されていた（当時の制限速度は40km/h）。約10年後の1985年に二期（現在の上り線）トンネルが完成し、上り線・下り線が別々のトンネルとなった。4車線である現在でも、トンネル内は車線変更禁止であり、制限速度も70km/hである。下り線入口には恵那山トンネルと同様に信号機が設置されている。

## 歴史
- 1967年10月12日：一期トンネル着工
- 1972年6月20日：恵那山トンネル・網掛トンネル区間4車線化施工命令
- 1974年10月23日：一期トンネル貫通
- 1975年8月23日：一期トンネル開通
- 1978年3月21日：二期トンネル着工
- 1983年3月7日：二期トンネル貫通
- 1985年3月27日：二期トンネル開通、一期トンネルのリフレッシュ工事開始
- 1985年6月頃：一期トンネルのリフレッシュ工事完了、完全4車線化
- 時期不定：一期トンネルの天井板撤去、換気方式をジェットファン方式に切り替え（二期トンネルは開通当初からジェットファン方式）。
- 2013年6月20日 - 7月9日：恵那山トンネル下り線の天井板撤去工事に伴い、二期トンネルを対面通行。

## 隣
E19 中央自動車道
(26)飯田IC - (26-1)飯田山本IC - (PA)阿智PA/駒場（昼神温泉）BS - (TN)網掛トンネル -  (26-2)園原IC（名古屋方面のみの接続） - (TN)恵那山トンネル - (PA)神坂PA/馬篭BS - (27)中津川IC